# Филатова, Татьяна Валентиновна
Татья́на Валенти́новна Фила́това (род. 19 июля 1949 года) — советская и российская артистка цирка. Народная артистка России (2000).

## Биография

### Семья
Татьяна Валентиновна Филатова родилась 19 июля 1949 года.
Отец: Валентин Филатов (1920—1979), Народный артист СССР, основатель аттракциона «Медвежий цирк».

### Образование
- 1971 год — окончила факультет иностранных языков МГПИ имени В. И. Ленина.

### В цирке
Татьяна Валентиновна — ученица отца.
- 1977 год — впервые вышла на манеж в качестве артистки-дрессировщицы
  - в номере «Дрессированный слон» (слониха Рада[2]) аттракциона «Цирк зверей»[3].
- С 1991 года — руководитель аттракциона «Цирк зверей».

### Фильмография
| Год  |     | Название                  | Роль                   |
| ---- | --- | ------------------------- | ---------------------- |
| 1970 | кор | Представление начинается! | дрессировщица          |
| 1982 | ф   | Не хочу быть взрослым     | дрессировщица медведей |

## Личная жизнь
- Муж: Александр  Горин[3].
  - Дочь: Валентина (род. 24 июля 1979 года)[3], артистка балета, участница программы «Цирк зверей»; её муж: Владимир Максимов.
    - Внук: Александр Филатов-младший[4], участвует в аттракционе « Медвежий цирк» в качестве клоуна и артиста-дрессировщика.

## Награды
- 31.10.1983 — Заслуженная артистка РСФСР.
- 12.04.2000 — Народная артистка России[5].